# Aiquara
Aiquara é um município brasileiro do estado da Bahia.
Sua população, conforme o Censo 2022 do Instituto Brasileiro de Geografia e Estatística (IBGE), é de 4 447 habitantes.

## Toponímia
"Aiquara", segundo Silveira Bueno, é vocábulo indígena que significa "o refúgio das preguiças". Do tupi aí ou ay: preguiça; e quara ou coara: refúgio, habitat. Tal etimologia também é aceita pelo tupinólogo Eduardo de Almeida Navarro.

## História
A história das terras de Aiquara se confunde com as do município de Jequié até sua emancipação política no início da década de 1960.
Assim, a história do núcleo populacional que compõe a contemporânea cidade de Aiquara tem suas origens em um imóvel rural conhecido como "Fazenda Preguiça" que, em meados de 1915, era pertencente a Honorato José dos Santos, e era passagem para uma localidade conhecida como Toca Bonita.
Em 1916, houve a chegada de retirantes oriundos do sertão baiano que se estabeleceram na região, migração causada pela seca que afligia sua região, os quais começam a ocupar essas terras.
Em 1920, a Fazenda Preguiça foi adquirida pelo latifundiário Juvenal Jeronymo de Oliveira, proprietário da "Fazenda Pontal da Volta Funda", situada às margens do rio de Contas. Visando garantir a posse das novas terras, esse fazendeiro doou algumas partes da Fazenda Preguiça que era ocupada pelos migrantes sertanejos, possibilitando que eles pudessem construir suas casas, habitações que deram origem à localidade denominada de "Povoado Preguiça".
Nesse mesmo período, as terras no entorno do Povoado Preguiça passaram para o domínio público e receberam o nome de Arraial da Conceição. Em 1924, durante a gestão de João Carlos Borges, então intendente de Jequié, foi realizado um plebiscito com a população local visando a mudança do nome do povoado. Nessa consulta popular foi aprovado a modificação do topônimo para "Aiquara", estando este povoado vinculado ao distrito municipal de Itajurú (Ex-Rio Branco), pertencente ao município de Jequié.
Em 08 de setembro de 1932, durante a gestão do governador Juracy Magalhães, o povoado de Aiquara foi elevado à categoria de distrito municipal, por meio do decreto estadual nº 8.143/1932, permanecendo subordinado ao município de Jequié.

### Emancipação política
A emancipação política de Aiquara foi estabelecida pela Lei Estadual nº 1.588, de 12 de abril de 1962, durante o segundo governo de Juracy Magalhães.

## Organização Político-Administrativa
O Município de Aiquara possui uma estrutura político-administrativa composta pelo Poder Executivo, chefiado por um Prefeito eleito por sufrágio universal, o qual é auxiliado diretamente por secretários municipais nomeados por ele, e pelo Poder Legislativo, institucionalizado pela Câmara Municipal de Aiquara, órgão colegiado de representação dos munícipes que é composto por 9 vereadores também eleitos por sufrágio universal.

### Atuais autoridades municipais de Aiquara
- Prefeito: Delmar Ribeiro - PP (2021/-)[15]
- Vice-prefeito: Vivaldo Honório da Silva - DC (2021/-)[15]
- Presidente da Câmara: Leandro Costa Barros - PP (2021/-)[16]

### Divisão administrativa
A sede do município fica na cidade de Aiquara que até 1962 era a vila que sediava o distrito de mesmo nome.
O município é constituído por 2 distritos: 
- Aiquara (cidade sede);
- Palmeirinha, distante 13 km da sede municipal.[17][18]

## Economia
As principais atividades econômicas do município de Aiquara são a agricultura de subsistência e a pecuária.
A média renda salarial da população aiquarense empregada com carteira de trabalho assinada é de 2,0 salários mínimos.